# Stillman Drake
Stillman Drake (Berkeley, 24 dicembre 1910 – Toronto, 6 ottobre 1993) è stato uno storico della scienza canadese, noto soprattutto come studioso e traduttore di Galileo Galilei.

## Biografia
Fu professore presso l'Università di Toronto dal 1967, dopo aver lavorato come consulente finanziario. Dedicò gran parte della sua carriera allo studio di Galileo, traducendo in inglese alcune sue opere, e specialmente il Dialogo sopra i due massimi sistemi del mondo, e divulgandone il pensiero attraverso numerosi saggi.
Nel 1984 fu premiato con il premio internazionale Galileo Galilei per la storia della scienza italiana.

## Opere
- Galileo Studies: Personality, Tradition, and Revolution, Ann Arbor, University of Michigan Press, 1970.
- Galileo at Work: His Scientific Biography, Chicago, The University of Chicago Press, 1978.
  - Galileo, una biografia scientifica, Edizione italiana e traduzione a cura di Luca Ciancio, Bologna, Il Mulino, 1988.
- Galileo, Oxford, Oxford University press, 1980.
  - Galileo, Traduzione dall'inglese di Anna Colombo, Milano, Dall'Oglio, 1982.
- Telescopes, Tides, and Tactics: A Galilean Dialogue about the Starry Messenger and Systems of the World, Chicago, University of Chicago, 1983, ISBN 978-0-226-16231-7.
- Galileo: Pioneer Scientist, Toronto, University of Toronto Press, 1990, ISBN 978-0-8020-2725-2.
  - Galileo Galilei pioniere della scienza. La fisica moderna di Galileo, Traduzione di Girolamo Mancuso, Padova, Muzzio, 1992.